# Asclettino I Drengot
Asclettino I Drengot Quarrel (Normandia, 1000 circa – Aversa, 1045) è stato un cavaliere medievale normanno, primo conte di Acerenza.

## Biografia
Nato in Normandia, Asclettino arrivò in Italia meridionale intorno al 1016 con i fratelli Gilberto, Rainulfo, Rodolfo e Osmondo. Quest'ultimo avrebbe ucciso una persona vicina al duca Riccardo II di Normandia e perciò, con l'accusa di tale assassinio, bandito dal regno. Così tutti i fratelli Drengot accompagnarono Osmondo (insieme ad una masnada di 250 guerrieri composta da altri esiliati, militari senza terra e avventurieri simili) in un pellegrinaggio a Monte Sant'Angelo sul Gargano, al santuario dell'arcangelo-soldato Michele. Alcune fonti affermano che i guerrieri Normanni fecero una tappa anche a Roma per incontrare papa Benedetto VIII.
Asclettino assieme ai fratelli venne in contatto con i principi longobardi del sud Italia, in particolare con Guaimario III di Salerno e con Pandolfo IV di Capua, ai quali essi prestarono i loro servigi come mercenari (inizialmente forse come scorte armate nel cammino di pellegrinaggio verso il santuario del Gargano). Determinante fu poi l'incontro con Melo di Bari, che nel 1017 si era posto alla guida di una seconda insurrezione antibizantina in Puglia. I normanni, ingaggiati come mercenari, registrarono alcune vittorie iniziali, ma furono sbaragliati a Canne nel 1018 dal catapano bizantino Basilio Boioannes: le truppe furono decimate e il loro capo, Gilberto, cadde in battaglia. I superstiti della banda trovarono comunque rifugio ad Ariano, sull'Appennino campano, sede di un'importante contea longobarda; qui, nel giro di qualche anno, riuscirono a usurpare il potere, tanto che la contea normanna di Ariano venne formalmente riconosciuta dall'imperatore Enrico II di Franconia già nel 1022.
Successivamente Rainulfo Drengot sarebbe emerso come capo indiscusso delle rimanenti milizie normanne che, a loro volta, dalla Puglia dovettero ritirarsi in Campania. Negli anni successivi Asclettino fu probabilmente al seguito del fratello Rainulfo nelle vicende che portarono quello a diventare signore di Aversa (1030).
Successivamente Asclettino partecipò con successo alle battaglie con le quali gli Altavilla si erano impossessati di ampi territori in Puglia, e così gli fu riconosciuta la contea di Acerenza nella spartizione tra i dodici capi normanni fatta a Melfi nel 1042: Guglielmo Braccio di Ferro, rientrato nel settembre 1042 a Melfi, da tutti i Normanni eletto capo supremo, si rivolse a Guaimario V, principe Longobardo di Salerno e a Rainulfo Drengot, Conte di Aversa, e propose ad entrambi un'alleanza alla pari. L'unificazione delle due Casate, Altavilla e Drengot, era motivo di forza, perché esse si basavano concretamente sui possedimenti di Aversa e di Melfi. Guaimario offrì il riconoscimento ufficiale e alla fine dell'anno con Rainulfo e Guglielmo si recano insieme a Melfi e riunirono un'assemblea dei baroni longobardi e normanni. L'assise terminò al principio dell'anno successivo (1043) e vi partecipò lo stesso Asclettino. Va rilevato che egli fu l'unico della casata Drengot ad essere insignito di una Signoria nella contea di Puglia, tra undici diversi altri cavalieri che appartenevano tutti alla famiglia Altavilla. 
Tutti offrirono un omaggio come vassalli a Guaimario, che riconfermò il titolo di conte allo stesso Rainulfo. L'intera area, ad eccezione di Melfi, venne suddivisa in dodici baronie, costituite a beneficio dei capi Normanni e assegnate nei territori di Capitanata, Gargano, Apulia e Irpinia, fino al Vulture-Melfese. Guglielmo stabilì infatti che la sede della Contea di Puglia fosse Melfi, che rimaneva al di fuori dalla spartizione: il centro della città fu diviso in dodici quartieri, in ognuno dei quali ciascun Conte (compreso, ovviamente lo stesso Asclettino) possedeva un palazzo e controllava un settore dell'abitato. I Normanni divisero in dodici contee le terre conquistate o da conquistare. Asclettino, che risiedeva nel castello di Genzano, prese il titolo di conte di Acerenze.
Le vicende della contea di Puglia e della casata Altavilla si intrecciano con quelle di Aversa e dei Drengot. Questi ultimi, infatti, all'interno della stessa Contea, sono presenti nelle zone di Vieste (promontorio del Gargano), Acerenza e Genzano proprio con Asclettino I.